# 成克杰
成克杰（1933年11月13日—2000年9月14日），壯族，广西上林人，原中国共产党、中华人民共和国政治人物，原副国级领导人。曾任广西壮族自治区人民政府主席、全国人大常委会副委员长等职务。1999年8月，中共中央纪委根据线索对其腐败问题进行调查。2000年4月，因涉嫌贪腐被开除党籍及公职。2000年7月，因受贿罪被判处死刑，当年9月在北京被执行死刑，是迄今为止唯一一位被判处并执行死刑的党和国家领导人。

## 生平
成克杰生于1933年11月13日，成克杰的家乡为广西上林县大丰镇拥军村塘栖庄。成克杰的父亲在文革期间在村口一颗老槐树上吊自杀，母亲也因文革而被批鬥致死，妻子因患有抑郁症而上吊自杀致死，家中有两个儿子，一个因拒捕而被公安民警殴打致死，另一个患上毒瘾致死。
成克杰自1957年从北京铁道学院铁道管理系毕业以后，先后曾任柳州铁路局湛江站技术员、湛江办事处业务指导员、南宁分局技术员、工程师、总工程师、副局长（1984－1985）、局长（1985－1986）。1984年2月加入中國共產黨（一说1954年即已入党），兩年後已升职出任广西壮族自治区人民政府副主席，1989年任中国共产党广西壮族自治区委员会副書記，翌年再升任为广西壯族自治区人民政府主席（1990年4月28日前为自治区代主席），成为正省部级高干，在其任内广西于1991年举办第四届少数民族传统体育运动会。在1992年成克杰跻身成为中国共产党第十四届中央委员。1998年3月，第九届全国人大第一次会议上，他当选全国人民代表大会常务委员会副委员长。

### 落马
1999年1月，曾任玉林地委书记的俞芳林在羁押期间向办案人员反映，成克杰在广西壮族自治区主席任内曾两次指令俞芳林压价从贵港糖厂要7000吨白糖给他人进行倒卖，以赚取高额差价，同年8月中共中央决定对成克杰进行审查，但当时并未对外宣布。成克杰以全国人大常委会副委员长身份活动的最后一次公开报道播发于1999年8月30日九届全国人大常委会第十一次会议闭幕当天，该年10月1日举行的首都各界庆祝中华人民共和国成立50周年大会则未见成克杰的身影，而同为副委员长的谢非在重病缠身的状态下仍在天安门城楼露面（谢非回到广州后不久即于10月27日病逝，其告别仪式当天的报道亦未见成克杰的名字），这引发了外界对成克杰可能涉案一事的猜测。
2000年3月，身为全国人大常委会副委员长的成克杰因涉嫌违法违纪而没有参加当年的全国人大会议，同年4月20日被开除党籍，4月21日被罢免全国人大代表职务，其全国人大常委会副委员长职务也于同年4月25日被相应撤销，随后最高人民检察院决定将其逮捕。7月31日，被控单独或伙同李平收受贿赂款物合计人民币4109万余元的成克杰被北京市第一中级人民法院以受贿罪判处死刑，成克杰此后提出上诉，但于8月22日被驳回；9月7日，最高人民法院裁定核准成克杰死刑，成克杰最终于9月14日9点53分被执行注射死刑。